# Jan van der Crabben
Jan van der Crabben (né en 1964 à Genk) est un baryton belge. Il collabore régulièrement avec l'ensemble La Petite Bande, spécialisé en musique baroque et dirigé par Sigiswald Kuijken. Il a enregistré de nombreux disques de musique baroque et classique (Bach, de Fesch, Haendel, Mozart, Schubert, etc.).